# Marquesado de Alfonsín
El marquesado de Alfonsín es un título nobiliario español, con grandeza de España originaria, creado el 24 de junio de 2025 por el rey Felipe VI y otorgado a Jaime Alfonsín Alfonso, que fue jefe de la Casa de Su Majestad el Rey entre 2014 y 2024 y, anteriormente, jefe de la Secretaría del Príncipe de Asturias entre 1995 y 2014.

## Denominación
La denominación de la dignidad nobiliaria refiere al apellido paterno del primer titular, asociando el título al nombre de este.

## Concesión
Fue creado mediante Real Decreto 513/2025, de 24 de junio, (publicado en el BOE del 25 de junio):

«Don Jaime Alfonsín Alfonso me ha asistido personalmente durante muchos años, primero como Jefe de mi Secretaría siendo Príncipe de Asturias y después como Jefe de mi Casa, con prudente juicio, leal consejo y enorme dedicación, por lo que, queriendo demostrarle mi Real aprecio por su gran lealtad y sus destacados servicios a España, a la Corona y a la Familia Real,
Vengo en otorgarle el título de Marqués de Alfonsín, con Grandeza de España, para sí y sus sucesores, de acuerdo con la legislación nobiliaria española.»
Felipe R.

## Marqueses de Alfonsín
|                        | Titular                | Periodo                |
| Creación por Felipe VI | Creación por Felipe VI | Creación por Felipe VI |
| ---------------------- | ---------------------- | ---------------------- |
| I                      | Jaime Alfonsín Alfonso | 2025-actual titular    |

## Historia de los marqueses de Alfonsín
- Jaime Alfonsín Alfonso (n. Lugo, 18 de agosto de 1956), i marqués de Alfonsín, grande de España y caballero gran cruz de la Real y Distinguida Orden Española de Carlos III.

Se casó con la abogada Natalia Uranga Moro, con la que tiene dos hijas, Natalia y María. La futura marquesa, Natalia Alfonsín Uranga, se casó en 2024 con Álvaro Winzer Cañero.